# Таймура
Тайму́ра — река в Эвенкийском районе Красноярского края России (запад Средней Сибири), левый приток Нижней Тунгуски.

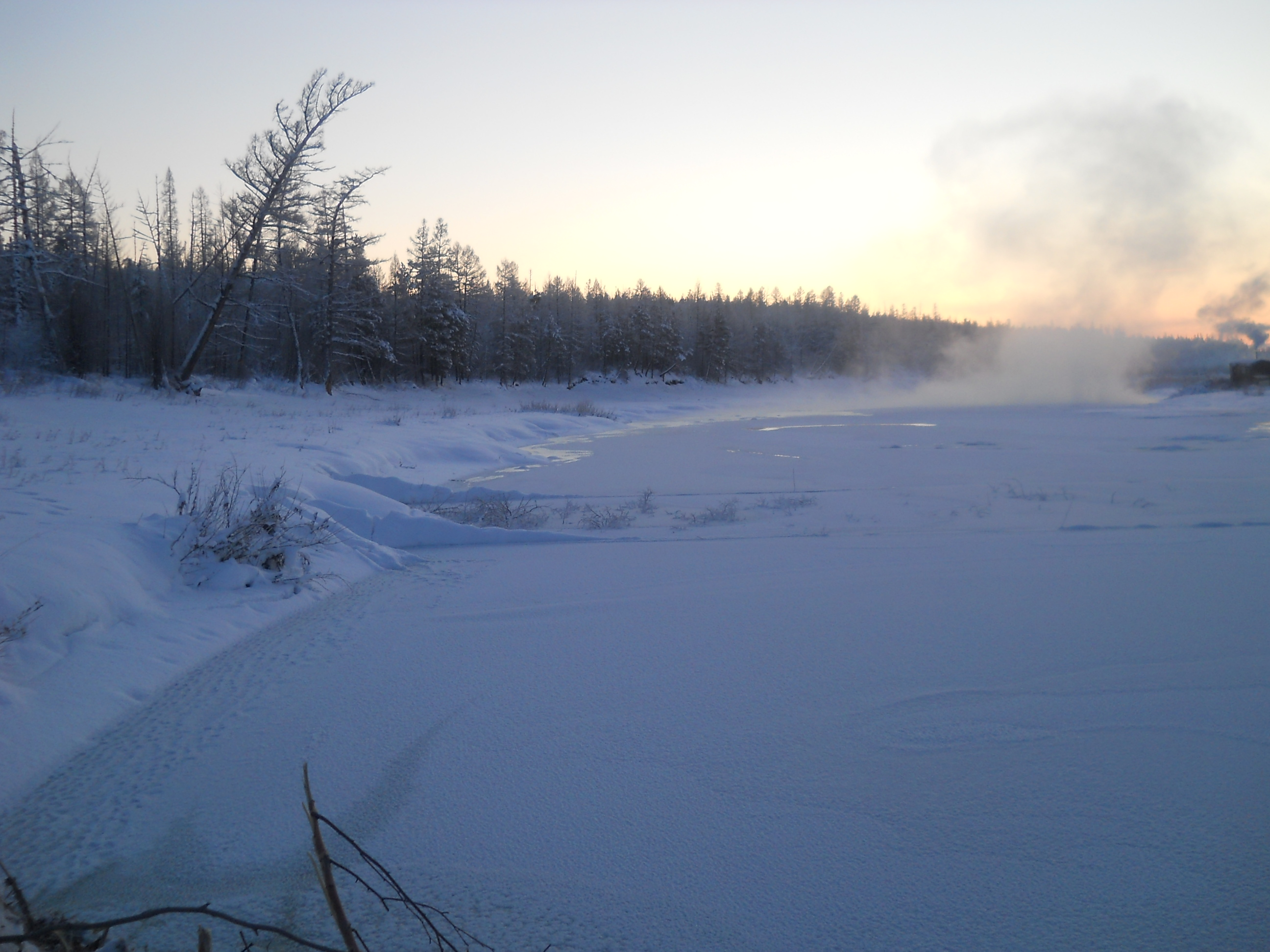
Таймура зимой

Истоком реки является место слияния рек Северная и Южная Таймура. Длина реки — 454 км, площадь водосборного бассейна — 32 500 км². Течёт в широкой долине по Среднесибирскому плоскогорью. Река замерзает в октябре и остаётся под ледяным покровом до мая. Питание снеговое и дождевое. В бассейне реки имеется более 800 озёр, общей площадью 17,1 км².
Наиболее крупными притоками являются реки: Чарвея, Юнари, Дэлингдэкэн, Кербоку, Делингдэкэн, Дэткектэ, Сики, Нэптэннэ и Вархэмэ.
На реке стоит единственное село Кербо, нежилое с советских времён.
| Средний расход воды (м³/с) реки Таймуры по месяцам и за год с 1960 по 1993 гг. (замеры производились на гидрологическом посту в районе с. Кербо, в 332 км от устья) |